# Füzuli járás
A Füzuli járás (azeri nyelven:Füzuli rayonu) Azerbajdzsán egyik járása. Székhelye Füzuli.

A Füzuli járás elhelyezkedése Azerbajdzsánban

A vitatott státusú Hegyi-Karabahban található.

## Népesség
- 1999-ben 136 481 lakosa volt, melyből 136 360 azeri, 97 orosz, 8 török, 4 lezg, 3 tatár, 2 avar, 1 kurd, 1 zsidó.
- 2009-ben 115 495 lakosa volt, melyből 115 439 azeri, 31 orosz, 7 lezg, 5 tatár, 3 ukrán, 2 török, 8 egyéb.